# Otto Lidenbrock
Otto Lidenbrock est le personnage principal de Voyage au centre de la Terre de Jules Verne.

## Le personnage
Otto Lidenbrock est un minéralogiste et un géologue allemand, âgé d'une soixantaine d'années et professant au Johannæum de Hambourg. Habitant au 19, Königstrasse dans la même ville, il loge sous son toit son neveu Axel, sa filleule Graüben et la bonne Marthe, sa vieille domestique. 
Au physique, c'est un homme grand et maigre, d'une santé de fer et d'un blond prononcé qui le rajeunit de quelques années. Sous ses gros yeux, cachés derrière des lunettes imposantes, se dessine un nez allongé et fin. « Son nez, petit et mince, ressemblait à une lame affilée; les méchants prétendaient même qu'il était aimanté et qu'il attirait la limaille de fer. Pure calomnie : il n'attirait que le tabac, mais en grande abondance, pour ne point mentir ». Ses longues jambes lui permettent des enjambées d'une demi-toise et, durant cet exercice, ses poings serrés démontrent toute l'impétuosité et l'impatience de son caractère. 
Homme plus pressé que nature, il se conduit de manière plutôt tyrannique dans l'ordonnance de son logis. Outre qu'il a reçu d'éminents savants dans cette demeure, il est l'auteur d'un Traité de Cristallographie transcendante paru en 1853. Il a d'ailleurs été nommé conservateur du musée minéralogique de M. Strouve, ambassadeur de Russie. En plus de toutes ces facettes de sa réputation, il est un polyglotte de premier ordre. Une seule infirmité à mettre à son passif : une difficulté de prononciation qui apparaissait particulièrement durant ses cours, et cela arrivait souvent, vu la difficulté de certains termes rencontrés en minéralogie. Ce handicap remplissait de joie ses élèves qui l'attendaient à ces passages, l'incapacité du professeur à prononcer ces mots le mettant dans des colères homériques. Cependant, selon son neveu Axel, « Otto Lidenbrock n'était pas un méchant homme, j'en conviens volontiers; mais, à moins de changements improbables, il mourra dans la peau d'un terrible original ». 
Or, ce dimanche 24 mai 1863, Lidenbrock vient d'acquérir dans la boutique du juif Hevelius un livre très rare signé Snorre Turleson, l' Heims-Kringla, chronique des princes norvégiens d'Islande. Également bibliomane à ses heures perdues, le professeur ne cesse de considérer cet ouvrage avec la plus vive admiration, jusqu'au moment où un vieux parchemin jauni glisse d'entre les pages. Un document en runes, et voilà Otto Lidenbrock lancé sur une autre piste. Et d'abord, un nom! « Arne Saknussemm! s'écria-t-il d'un air triomphant, mais c'est un nom cela, et un nom islandais encore, celui d'un savant du XVIe siècle, d'un alchimiste célèbre! ». Le déchiffrage du document n'est qu'un jeu pour lui, mais alors le texte qui se présente à ses yeux ne veut rien dire. Au plus haut de son exaspération, le professeur met son logis en quarantaine. Plus personne ne doit sortir avant qu'il n'ait élucidé ce mystère. Par hasard, Axel découvre le moyen de lire le texte. Saknussemm est allé au centre de la Terre, et il donne des indications pour son voyage! D'abord réticent, le jeune homme refuse de faire connaître la clé du message à son oncle intraitable. Puis, pensant que ce dernier n'ajouterait pas foi à cette histoire, il se décide à la lui révéler. Il avait tort! Dès qu'il a connaissance de la teneur du manuscrit, Otto Lidenbrock se met en tête de partir pour l'Islande, puisque l'entrée vers le centre de la Terre se situe au Sneffels et qu'il faut s'y trouver à une date précise. De plus, il décide d'emmener avec lui son neveu, au grand dam de celui-ci. 
Sur place, il engage une équipe de porteurs et un guide. Arrivé à l'ouverture du volcan, il les congédie, ne gardant que le guide, Hans Bjelke. À l'heure dite, les trois hommes commencent leur descente vers les entrailles du globe. Durant ce périple extraordinaire, Lidenbrock ne fait guère attention aux merveilles qu'il côtoie. Un seul but pour lui: le centre de la Terre. Le voyage va être semé d'embûches: disparition momentanée d'Axel, exploration de la mer Lidenbrock, rencontre avec des monstres préhistoriques, découverte des initiales de Saknussemm gravées dans la pierre et du squelette d'un homme des premiers âges, vision d'une troupe de mastodontes emmenée par un berger antédiluvien, enfin remontée vers le monde extérieur à travers une cheminée du Stromboli (Italie) à bord d'un radeau.
Éjectés à l'air libre par les laves en fusion sur les pentes du volcan, les trois hommes prennent place à bord d'un paquebot qui les ramène à Hambourg. Le retour d'Otto Lidenbrock fit sensation. Il devint un grand homme et une séance publique au Johannæum eut lieu, où il fit le récit de son voyage. Argumentant avec d'autres savants incrédules, il devint « membre correspondant de toutes les sociétés scientifiques, géographiques et minéralogiques des cinq parties du monde. ». Un seul regret pour lui : n'avoir pas pu atteindre le véritable centre de notre globe.

## Citations
- « Il professait « subjectivement », suivant une expression de la philosophie allemande, pour lui et non pour les autres. C'était un savant égoïste, un puits de science dont la poulie grinçait quand on en voulait tirer quelque chose: en un mot, un avare »[5].
- « Tant que son cœur bat, tant que sa chair palpite, je n’admets pas qu’un être doué de volonté cède au désespoir. »

## Postérité
- En 1939, dans son tableau intitulé Phases de la lune I, Paul Delvaux introduit la silhouette d'Otto Lidenbrock dessinée par Édouard Riou. Et de 1939 à 1971, le personnage n'apparait pas moins de douze fois dans l'œuvre du peintre, et plus de onze fois dans ses dessins, lavis et aquarelles. Pierre-André Touttain précise que dans les premiers tableaux, Phases de la lune I et II (1939-1941), Nocturne (1939), L'Éveil de la forêt (1939) et le Congrès (1941), le personnage de Lidenbrock est reproduit de mémoire. À partir de 1942 et des Phases de la lune III, Delvaux s'inspire textuellement de l'illustration de Riou. Dans une lettre adressée à Touttain en mai 1970, l'artiste souligne: « Ce personnage étrange a vraiment créé un climat de plusieurs tableaux que je n'aurais certainement pas songé à faire sans lui. J'ai fait avec lui des tableaux « climat Jules Verne » qui ont été très importants pour moi »[6].

## Cinéma
- Dans l'adaptation cinématographique de 1959 par Henry Levin, le rôle est tenu par James Mason[7].

## La Mer Lidenbrock
Immense étendue d'eau au centre de la Terre, comparable à une Méditerranée. Le professeur estime sa superficie à environ six cents lieues. Enserrée dans une impressionnante excavation qui reproduit tous les phénomènes de la planète (ciel, nuages, etc.), elle est couverte par endroits de gigantesques algues et de fucus longs de trois à quatre mille pieds. Durant la traversée de cette mer intérieure, les trois hommes assisteront à un combat titanesque entre un ichtyosaure et un plésiosaure, découvriront un îlot couronné par un geyser et qu'ils nommeront îlot Axel, puis affronteront une tempête terrible de plusieurs jours où les éléments en furie mettront en danger leur frêle esquif.